# Open Grave
Open Grave è un film del 2013 diretto da Gonzalo López-Gallego, con protagonista Sharlto Copley.

## Trama
Un uomo si risveglia in una fossa piena di cadaveri, bloccato e senza via d'uscita, e non ricorda come sia arrivato lì, chi fossero i morti vicino a lui e chi li avesse uccisi. Arriva in suo aiuto una ragazza orientale che gli lancia una corda per arrampicarsi.
L'uomo alla fine si dirige verso una baita che vede in lontananza e scopre cinque occupanti nelle stesse sue condizioni: una donna muta che comunica solo scrivendo ideogrammi, la stessa che lo ha aiutato ad uscire, un tedesco, due statunitensi e un'altra donna, anche lei statunitense. Nessuno ricorda la propria identità, anche se presto si rendono conto che possono ricordare altri aspetti delle loro vite precedenti (come la capacità di parlare in altre lingue) e che la ragazza orientale era già lì quando tutti si sono svegliati. Scoprono anche le loro identità. L'uomo che era nella fossa, che non ha carta d'identità, si chiama in realtà John Doe, il tedesco è Lukas e gli altri tre sono Sharon, Nathan e Michael. Non ci sono documenti per la donna muta. Lukas continua ad essere ostile nei confronti di John, soprattutto quando il gruppo scopre un'immagine che li contiene tutti, ad eccezione di John. Trovano poi anche un calendario che suggerisce che qualcosa accadrà tra due giorni (il 18), ma non ci sono note per indicare cosa.
Il gruppo inizia ad esplorare l'area circostante trovando corpi legati e flagellati. Si imbattono anche in un rifugio con dentro una donna che riferisce di conoscere John e che tenta di aggredirlo.
Nel frattempo, Michael sente delle urla in sottofondo e le segue finché non trova un uomo intrappolato nel filo spinato. L'uomo è pesantemente coperto di tagli, lividi e piaghe e chiede aiuto a Michael, ma ad un certo punto lo attacca violentemente e Michael muore per le ferite.
John e Sharon continuano ad esplorare e incontrano un edificio con un ragazzo che chiama John con il nome di Jonah e li manda via gridando "Arriveranno domani". John cerca di prenderlo ma il ragazzo gli scappa. In seguito i due incontrano un gruppo di individui che tagliano la legna e la coppia è costretta a fuggire perché questi gli danno la caccia. Nonostante il gruppo abbia raggiunto John e Sharon, rinuncia all'inseguimento quando scoprono dei cadaveri appesi a un albero. Intanto Nathan si stacca dal gruppo per proseguire le ricerche da solo.
Un Lukas sempre più malato si imbatte in una videocamera che contiene un videoclip di John che conduce esperimenti medici su di lui e su altri. Nelle clip, John spiega che il vaccino impedisce la diffusione dell'infezione, ma ha lo sfortunato effetto collaterale di rendere il ricevente privo di sensi per diverse ore, abbassando il polso a soli 30 bpm e causando una temporanea perdita di memoria al risveglio.
Lukas affronta John e lo mette fuori combattimento. John scappa di nuovo e, mentre cerca di guidare il più lontano possibile, incontra il bambino di prima e altri tre che stanno cercando di scappare. Questi ripetono che il suo nome sia Jonah e che sia un uomo pericoloso. John / Jonah trova un'auto abbandonata, scoprendo un kit medico, documenti a lui indirizzati e una foto di lui e Sharon che conferma che i due si conoscevano in precedenza. John / Jonah ha finalmente dei flashback che confermano la sua identità di dottor Jonah Cooke e che stava cercando di curare una piaga con l'aiuto del resto del gruppo che risulta essere la sua squadra medica.
John / Jonah vede un'auto sfrecciare verso di lui guidata da un Lukas ormai quasi completamente infetto. Jonah riesce a convincere Lukas di ciò che sta accadendo, ma Lukas muore prima che possa essergli somministrata un'iniezione salvavita da un refrigeratore contenente un vaccino che si trovava in una vicina auto abbandonata e che avrebbe dovuto essere consegnato ai militari. Mentre John / Jonah sta tornando a casa per informare gli altri di quello che sta succedendo, la sua macchina finisce il carburante all'avvicinarsi dell'alba. Di ritorno a casa, la donna muta si nasconde mentre Nathan e Sharon hanno entrambi recuperato completamente i loro ricordi. All'improvviso, la casa è circondata da un folto gruppo di infetti e Sharon scrive una lettera a John / Jonah che spiega cosa è successo e qual è la soluzione. Sharon rivela che la donna muta è la chiave per la sopravvivenza poiché è immune a un virus che ha spazzato via la maggior parte della popolazione mondiale e che John / Jonah era il capo dell'équipe medica che stava cercando di prevenirne la diffusione. Lukas si era infettato poche settimane prima degli eventi dei film e John / Jonah aveva iniettato a tutti il vaccino poco prima di svegliarsi nella fossa all'inizio del film.
L'alba del 18 arriva e Nathan ricorda che quella era la data in cui sarebbe dovuta arrivare la squadra di soccorso per cui si affretta a ritornare alla casa. La squadra di soccorso arriva e gli infetti simili a zombi intorno alla casa vengono uccisi ma c'è l'ordine di non lasciare sopravvissuti per cui Nathan si ritrova improvvisamente circondato e ucciso a colpi di arma da fuoco mentre Sharon e John / Jonah, che è ritornato, guardano.
Con pochissime opzioni a loro disposizione, John / Jonah decide che l'unico modo per sfuggire all'esecuzione è che lui e Sharon riprendano il vaccino per apparire morti fino a quando i soldati non scompaiono. Ritornano nella fossa dei corpi dell'inizio del film e Sharon consegna a John / Jonah la lettera che ha scritto in precedenza, dicendogli che deve ricordare.
John / Jonah perde conoscenza e la lettera cade dalla sua presa. Quando si risveglia più tardi, Sharon è ora morta per le ferite, anche se John / Jonah non sa chi sia. La donna muta lancia una corda per consentirgli di scappare. Mentre la sua memoria si riprende, lui e la donna muta iniziano un viaggio verso un luogo sconosciuto.

## Produzione
Le riprese del film si sono svolte nei mesi di maggio e giugno 2012 in Ungheria.

## Promozione
Il trailer italiano del film è stato diffuso online a partire dal 6 luglio 2013.

## Distribuzione
La pellicola è stata distribuita nelle sale cinematografiche italiane a partire dal 14 agosto 2013 distribuita dalla Eagle Pictures.

### Divieto
Il film è stato vietato ai minori di 18 anni negli Stati Uniti d'America per la presenza di «forte violenza, immagini disturbanti e linguaggio non adatto».

## Riconoscimenti
- 2014 – Golden Trailer Awards
  - Candidatura per il miglior trailer horror
- 2014 – Festival internazionale del cinema fantastico della Catalogna
  - Candidatura per il miglior film